# Nižnjaja Ërga
La Nižnjaja Ërga (in russo Нижняя Ёрга?, Ërga Inferiore) è un fiume della Russia europea settentrionale, affluente di sinistra della Suchona. Scorre nel Kotlasskij rajon dell'Oblast' di Arcangelo e nel Velikoustjugskij rajon dell'Oblast' di Vologda.
La sorgente del fiume si trova a nord-ovest del villaggio-stazione ferroviaria di Udimskij. Scorre in direzione meridionale in una zona disabitata. Sfocia nella Suchona a 46 km dalla foce, 7 chilometri a valle dalla foce della Verchnjaja Ërga (Ërga Superiore). Ha una lunghezza di 135 km, il suo bacino è di 616 km².